# Enya
Enya, geboren als Eithne Pádraigín Ní Bhraonáin (geangliseerd: Enya Patricia Brennan) (Gaoth Dobhair (County Donegal), 17 mei 1961) is een Ierse zangeres.
Enya representeert eigenlijk drie personen: Eithne zelf, Roma Ryan die de teksten schrijft en Nicky Ryan die de albums produceert.
Wereldwijd heeft Enya meer dan 75 miljoen platen verkocht.

## Levensloop

### 1961 tot 1987
Enya werd lid van de groep Clannad in 1980. Andere leden waren onder andere haar zus Máire Brennan, tegenwoordig Moya Brennan, en broers Pól Brennan en Ciarán Brennan. Ze verliet de band kort voordat Clannad faam verwierf met Theme from Harry's Game in 1982. Clannads producer Nicky Ryan volgde Enya, en na haar vertrek richtte ze haar eigen opnamestudio op, genaamd Aigle, wat Frans is voor adelaar.
Nadat ze Clannad verlaten had, nam Enya in 1984 twee instrumentale nummers op, An ghaoth ón ghrian (the solar wind) en Miss Clare remembers. Ze schreef ook de muziek voor de soundtrack van de film The frog prince. In 1986 schreef ze de muziek voor het BBC-programma The Celts; deze muziek bracht ze ook uit op haar eerste soloalbum Enya, maar dit was geen groot succes.

### Orinoco flow,Shepherd moons&The Celts
In 1988 bracht Enya haar tweede album uit, genaamd Watermark. Dit album, en vooral de single Orinoco Flow (voor de Amerikaanse markt Orinoco flow, sail away) betekende haar grote doorbraak. Ze werd meteen internationaal bekend, en van Watermark werden 8 miljoen exemplaren verkocht.
In 1991 bracht ze Shepherd moons uit, ook een groot succes. Van dit album werden tien miljoen stuks verkocht en het leverde haar haar eerste Grammy Award op. 
Een jaar later, in 1992, kwam The Celts op de markt. Dit album is de bewerkte versie van haar eerste album Enya, maar toch ging The Celts bijna acht miljoen keer over de toonbank.

### The memory of trees&Paint the sky with stars
In 1995 kwam The memory of trees uit. Ook dit album leverde haar een Grammy Award op. Twee jaar later, in 1997, bracht ze Paint the sky with stars: The best of Enya uit. Hierop staan twee nieuwe nummers: Only if... en Paint the sky with stars.

### A day without rain&The lord of the rings
Vijf jaar na haar laatste album (The memory of trees) bracht Enya een nieuwe CD uit, genaamd A day without rain. Dit is Enya's succesvolste album. Het leverde haar opnieuw een Grammy op.
Ook schreef ze in 2002 twee nummers voor The lord of the rings: The fellowship of the ring: The council of Elrond en May it be. May it be leverde haar een Oscarnominatie op.
In 2002 werd Only time - The collection uitgebracht. Een set van vier discs, met 50 nummers, één video, een screensaver voor de computer en een slideshow met foto's. Deze uitgave was gelimiteerd. Er werden 200.000 exemplaren uitgebracht.

### Amarantine
In 2005 bracht Enya Amarantine uit. De twaalf nieuwe liedjes, waaronder drie in Loxian, leverden haar opnieuw een Grammy Award op in 2007. In 2006 verschenen twee speciale versies van Amarantine; een speciale kersteditie en een verzameleditie met het boek van Roma.

### And winter came
Enya's zevende album And winter came, een winter-/kerstalbum, kwam uit in 2008. Het bestaat uit twaalf nummers, maar bij de voorverkoop via iTunes werd er een extra 13e nummer, Miraculum, bijgeleverd. Het album bestaat uit tien gecomponeerde nummers en twee uitvoeringen van bestaande kerstnummers (O come, o come, Emmanuel en Oíche chiúin). De versie van Oíche chiúin is een nieuwe uitvoering, 20 jaar na de originele uitvoering.

## Muziekstijl
Enya zingt in verschillende talen; tot op heden heeft ze al tien verschillende talen gebruikt: Engels, Iers-Gaelisch, Frans, Japans, Latijn, Spaans, Welsh, Sindarijns, Quenya en Loxian. De meeste nummers zijn in Engels of Iers-Gaelisch.
Hoewel ze een Grammy heeft gewonnen voor haar album in de categorie New Age, verwijst ze zelf niet met deze term naar haar muziek. Gevraagd onder welke categorie ze zichzelf zou indelen, antwoordde ze eens: Enya.

## Discografie

### Albums
| Album met eventuele hitnotering(en) in de Nederlandse Album Top 100 | Datum van verschijnen | Datum van binnenkomst | Hoogste positie | Aantal weken | Opmerkingen                        |
| ------------------------------------------------------------------- | --------------------- | --------------------- | --------------- | ------------ | ---------------------------------- |
| Enya                                                                | maart 1987            | -                     | -               | -            |                                    |
| Watermark                                                           | 19 september 1988     | 18 februari 1989      | 13              | 20           |                                    |
| Shepherd moons                                                      | 31 oktober 1991       | 16 november 1991      | 7               | 42           |                                    |
| The celts                                                           | 1992                  | 5 december 1992       | 28              | 32           | Soundtrack / Re-mastering van Enya |
| The memory of trees                                                 | 17 november 1995      | 2 december 1995       | 1(1wk)          | 40           |                                    |
| Paint the sky with stars - The best of Enya                         | 31 oktober 1997       | 15 november 1997      | 10              | 33           | Verzamelalbum                      |
| A box of dreams                                                     | 8 december 1997       | -                     | -               | -            | Boxset                             |
| A day without rain                                                  | 24 november 2000      | 2 december 2000       | 2               | 90           |                                    |
| Only time - The collection                                          | 2003                  | 8 februari 2003       | 37              | 8            | Verzamelalbum                      |
| Amarantine                                                          | 18 november 2005      | 26 november 2005      | 5               | 56           |                                    |
| And winter came...                                                  | 7 november 2008       | 15 november 2008      | 2               | 26           |                                    |
| The very best of Enya                                               | 20 november 2009      | 28 november 2009      | 11              | 27           | Verzamelalbum                      |
| Dark sky island                                                     | 20 november 2015      | 28 november 2015      | 5               | 16           |                                    |
| Christmas secrets                                                   | 6 december 2019       | -                     | -               | -            | Verzamelalbum                      |

| Album met hitnotering(en) in de Vlaamse Ultratop 200 albums | Datum van verschijnen | Datum van binnenkomst | Hoogste positie | Aantal weken | Opmerkingen          |
| ----------------------------------------------------------- | --------------------- | --------------------- | --------------- | ------------ | -------------------- |
| The memory of trees                                         | 1995                  | 2 december 1995       | 3               | 21           |                      |
| Shepherd moons                                              | 1991                  | 10 februari 1996      | 38              | 2            |                      |
| Paint the sky with stars - The best of Enya                 | 1997                  | 15 november 1997      | 9               | 26           | Verzamelalbum        |
| A day without rain                                          | 2000                  | 2 december 2000       | 9               | 27           |                      |
| Amarantine                                                  | 2005                  | 26 november 2005      | 1(1wk)          | 39           |                      |
| And winter came...                                          | 2008                  | 15 november 2008      | 1(2wk)          | 19           | Platina              |
| The very best of Enya                                       | 2009                  | 28 november 2009      | 2               | 72           | Verzamelalbum / Goud |
| Dark sky island                                             | 2015                  | 28 november 2015      | 3               | 52           |                      |

### Singles
| Single met eventuele hitnotering(en) in de Nederlandse Top 40 | Datum van verschijnen | Datum van binnenkomst | Hoogste positie | Aantal weken | Opmerkingen                               |
| ------------------------------------------------------------- | --------------------- | --------------------- | --------------- | ------------ | ----------------------------------------- |
| Orinoco flow (Sail away)                                      | 10-1988               | 29 oktober 1988       | 1(3wk)          | 11           |                                           |
| Evening falls...                                              | 1989                  | -                     | -               | -            |                                           |
| Caribbean blue                                                | 1991                  | 1991                  | 21              | 4            |                                           |
| Anywhere is                                                   | 3 november 1995       | 1995                  | 26              | 5            |                                           |
| Only if                                                       | 1997                  | -                     | -               | -            |                                           |
| I don't wanna know                                            | 16 maart 2004         | 2004                  | 1(1wk)          | 14           | met Mario Winans & P. Diddy / Alarmschijf |

| Single met hitnotering(en) in de Vlaamse Ultratop 50 | Datum van verschijnen | Datum van binnenkomst | Hoogste positie | Aantal weken | Opmerkingen                                     |
| ---------------------------------------------------- | --------------------- | --------------------- | --------------- | ------------ | ----------------------------------------------- |
| Orinoco flow (Sail away)                             | 1988                  | 19 november 1988      | 1(4wk)          | 12           |                                                 |
| Evening falls...                                     | 1989                  | 21 januari 1989       | 29              | 4            |                                                 |
| Caribbean blue                                       | 1991                  | 30 november 1991      | 30              | 2            |                                                 |
| How can I keep from singing?                         | 1991                  | 11 januari 1992       | 41              | 4            |                                                 |
| Anywhere is                                          | 1995                  | 23 december 1995      | 50              | 2            |                                                 |
| Only if...                                           | 1997                  | 22 november 1997      | tip16           | -            |                                                 |
| May it be                                            | 2002                  | 16 februari 2002      | 47              | 2            |                                                 |
| I don't wanna know                                   | 2004                  | 15 mei 2004           | 2               | 20           | met Mario Winans & P. Diddy                     |
| You should really know                               | 2004                  | 2 oktober 2004        | tip10           | -            | met The Pirates, Shola Ama, Naila Boss & Ishani |
| Amarantine                                           | 2005                  | 7 januari 2006        | tip16           | -            |                                                 |
| Trains and winter rains                              | 2008                  | 22 november 2008      | tip15           | -            |                                                 |
| And winter came...                                   | 2008                  | 29 november 2008      | 34              | 1            |                                                 |
| Echoes in rain                                       | 2015                  | 28 november 2015      | tip6            | -            |                                                 |

### NPO Radio 2 Top 2000
| Nummers met noteringen in de NPO Radio 2 Top 2000 | '99 | '00 | '01 | '02 | '03 | '04 | '05 | '06 | '07 | '08  | '09 | '10 | '11 | '12 | '13 | '14  | '15 | '16  | '17  | '18  | '19  | '20  | '21  | '22  | '23  | '24 |
| ------------------------------------------------- | --- | --- | --- | --- | --- | --- | --- | --- | --- | ---- | --- | --- | --- | --- | --- | ---- | --- | ---- | ---- | ---- | ---- | ---- | ---- | ---- | ---- | --- |
| Only Time                                         | ×   | -   | -   | -   | -   | -   | -   | -   | 583 | 1866 | 846 | 873 | 805 | 710 | 672 | 670  | 610 | 981  | 1039 | 980  | 950  | 948  | 944  | 945  | 940  | 882 |
| Orinoco Flow                                      | 427 | 556 | 673 | 432 | 477 | 475 | 437 | 497 | 535 | 484  | 656 | 747 | 694 | 794 | 843 | 1006 | 793 | 1027 | 1021 | 1004 | 1141 | 1047 | 1159 | 1137 | 1035 | 991 |

1. ↑  Een '-' betekent dat het nummer niet was genoteerd, een '×' betekent dat het nummer nog niet was uitgebracht en een vetgedrukt getal geeft de hoogste notering van een nummer aan.

## Prijzen
- Won een Grammy in 1992 voor "Beste New Age Album" voor het album Shepherd moons.
- Won een Grammy in 1996 voor "Beste New Age Album" voor het album The memory of trees.
- Won een Grammy in 2001 voor "Beste New Age Album" voor het album A day without rain.
- Won een Grammy in 2006 voor "Beste New Age Album" voor het album Amarantine.